# Westhall
Westhall är en by och en civil parish i distriktet East Suffolk i grevskapet Suffolk i England. Orten har 381 invånare (2001).